# 筋上皮細胞
筋上皮細胞（きんじょうひさいぼう、英:myoepithelial cell）とは一般に外分泌腺の腺房や導管の内腔を覆う腺上皮と基底膜の間に認められる細胞。筋上皮細胞に豊富に存在するα平滑筋アクチン（αSMA）が収縮することにより外分泌腺の分泌物放出が促進すると考えられている。筋上皮細胞は汗腺、乳腺、涙腺、唾液腺、気管支腺、食道腺で認められる。ある種の筋上皮細胞は上皮の基底層を構成し、上皮の前駆細胞や幹細胞を含む。創傷治癒の場合、筋上皮細胞は代償的に増殖する。増殖性組織における筋上皮細胞の存在は良性を示唆し、筋上皮細胞が存在しない場合は悪性腫瘍を支持する。ただし腺筋上皮腫、腺様嚢胞癌、筋上皮癌のような稀な腫瘍ではその構成成分として腫瘍化した筋上皮細胞が含まれる。
- 乳腺線維腺腫の細胞診に出現する双極裸核は、大部分が筋上皮細胞由来である。[1]

## マーカー
筋上皮細胞はケラチン陽性の真の上皮細胞であり、ビメンチン陽性で真の間葉系細胞である筋線維芽細胞と混同してはならない。筋上皮細胞は一般にα-平滑筋アクチン(αSMA)、サイトケラチン5/6、14 他の高分子量サイトケラチン類、p63、CD10, カルポニン(calponin)、カルデスモン (caldesmon) を発現する。

## 文献
1. ↑  Reis-Filho JS et al. Naked nuclei revisited; p63 Immunoexpression. Diagn Cytopahol. 2002;27(3):135-8